# Tom Ribeiro
Pour les articles homonymes, voir Ribeiro.
 (mai 2024).
La mise en forme du texte ne suit pas les recommandations de Wikipédia : il faut le « wikifier ».
Les points d'amélioration suivants sont les cas les plus fréquents. Le détail des points à revoir est peut-être précisé sur la page de discussion.
- Les titres sont pré-formatés par le logiciel. Ils ne sont ni en capitales, ni en gras.
- Le texte ne doit pas être écrit en capitales (les noms de famille non plus), ni en gras, ni en italique, ni en « petit »…
- Le gras n'est utilisé que pour surligner le titre de l'article dans l'introduction, une seule fois.
- L'italique est rarement utilisé : mots en langue étrangère, titres d'œuvres, noms de bateaux, etc.
- Les citations ne sont pas en italique mais en corps de texte normal. Elles sont entourées par des guillemets français : « et ».
- Les listes à puces sont à éviter, des paragraphes rédigés étant largement préférés. Les tableaux sont à réserver à la présentation de données structurées (résultats, etc.).
- Les appels de note de bas de page (petits chiffres en exposant, introduits par l'outil «  Source ») sont à placer entre la fin de phrase et le point final[comme ça].
- Les liens internes (vers d'autres articles de Wikipédia) sont à choisir avec parcimonie. Créez des liens vers des articles approfondissant le sujet. Les termes génériques sans rapport avec le sujet sont à éviter, ainsi que les répétitions de liens vers un même terme.
- Les liens externes sont à placer uniquement dans une section « Liens externes », à la fin de l'article. Ces liens sont à choisir avec parcimonie suivant les règles définies. Si un lien sert de source à l'article, son insertion dans le texte est à faire par les notes de bas de page.
- La présentation des références doit suivre les conventions bibliographiques. Il est recommandé d'utiliser les modèles {{Ouvrage}}, {{Chapitre}}, {{Article}}, {{Lien web}} et/ou {{Bibliographie}}. Le mode d'édition visuel peut mettre en forme automatiquement les références.
- Insérer une infobox (cadre d'informations à droite) n'est pas obligatoire pour parachever la mise en page.

Pour une aide détaillée, merci de consulter Aide:Wikification.
Si vous pensez que ces points ont été résolus, vous pouvez retirer ce bandeau et améliorer la mise en forme d'un autre article.
Tom Ribeiro, né en 1935 est un écrivain et réalisateur ghanéen.

## Biographie
Tom Ribeiro a écrit et réalisé plusieurs films ghanéens réalisés à l'époque postcoloniale, principalement sous les droits de production de la Ghana Film Industry Corporation (GFIC), créée par Osagyefo Dr Kwame Nkrumah. Ces films comprenaient Genesis Chapter X (1977), Dede (1992), Set on Edge (1999), The Visitor (1983), Out of Sight, Out of Love (1983), Rituals of Fire et The Village Court,

## Carrière
Ribeiro a fait ses études à la City University of New York avant d'explorer diverses fonctions en tant qu'assistant et réalisateur sur différents projets, incluant des publicités, des documentaires, des longs métrages et des œuvres artistiques éducatives.
il est le réalisateur de Genesis Chapter X en 1977 et s'est démarqué plus pour sa performance de George Williams,. en 1992, il réalisa Dede qui mettait en vedette David Dontoh et Mavis Odonkor et cela fut la première vidéo produite par le GFIC. Cependant, "Set on Edge", également produit par le GFIC en 1999, n'a pas été publié en raison d'une objection du Conseil de censure, le représentant de la police de l'époque craignant que la production ne ternisse la réputation de la police auprès du public (Meyer, 2015),,.
Ribeiro a joué un rôle de premier plan dans le développement de l'industrie cinématographique au Ghana, à l'époque où le pays était connu sous le nom de Gold Coast.Parmi les autres figures marquantes associées à la création de cette industrie, on compte le révérend Chris Tsui Hesse, Frank Parks, Sam Aryeetey et Seth Ashong Katai,.

## Prix
En 2015, lors d'une cérémonie de remise de prix organisée par l'Institut national du film et de la télévision du et de la télévision (NAFTI), Tom Ribeiro et vingt-neuf autres cinéastes ont été distingués pour leurs contributions remarquables à l'industrie cinématographique ghanéenne. Parmi les autres lauréats figuraient Ivan Quashigah, George Arcton-Tettey, Samuel Nai, Veronica Quarshie-Nai, Socrate Safo, Roger Quartey, Alex Bannerman, Kishore Nankani, Alhaji Mumuni, BM Imoro, Steve Hackman, Hammond Mensah, Allen Gyimah, Billy Agbotsi, Mark Coleman, Imoro Yaro, Seth Ashong Katai, William Akuffo, Nana King, Richard Quartey, Mohammed Gado, Bob Smith, Kwesi Enchill, Samuel Nyamekye, Akwasi Badu, Alex Boateng, Augustine Abbey et Hajia Meizongo.

## Filmographie
- Genèse Chapitre X (1977)
- Dédé (1992)
- Situé sur le bord (1999)
- Le Visiteur (1983)
- Out of Sight, Out of Love (1983)
- La Cour du Village
- Rituels du feu